# Salade lyonnaise
La salade lyonnaise est une salade composée traditionnelle de la cuisine lyonnaise à Lyon, variante de la salade de pissenlit.

## Ingrédients
- Des feuilles de salade verte, traditionnellement de la frisée ou des dents de lion (variété de pissenlit)
- Des lardons fumés frits
- Des croûtons de pain sec dorés au beurre
- Un œuf poché
- Sauce vinaigrette (huile de noix et vinaigre de vin), du persil

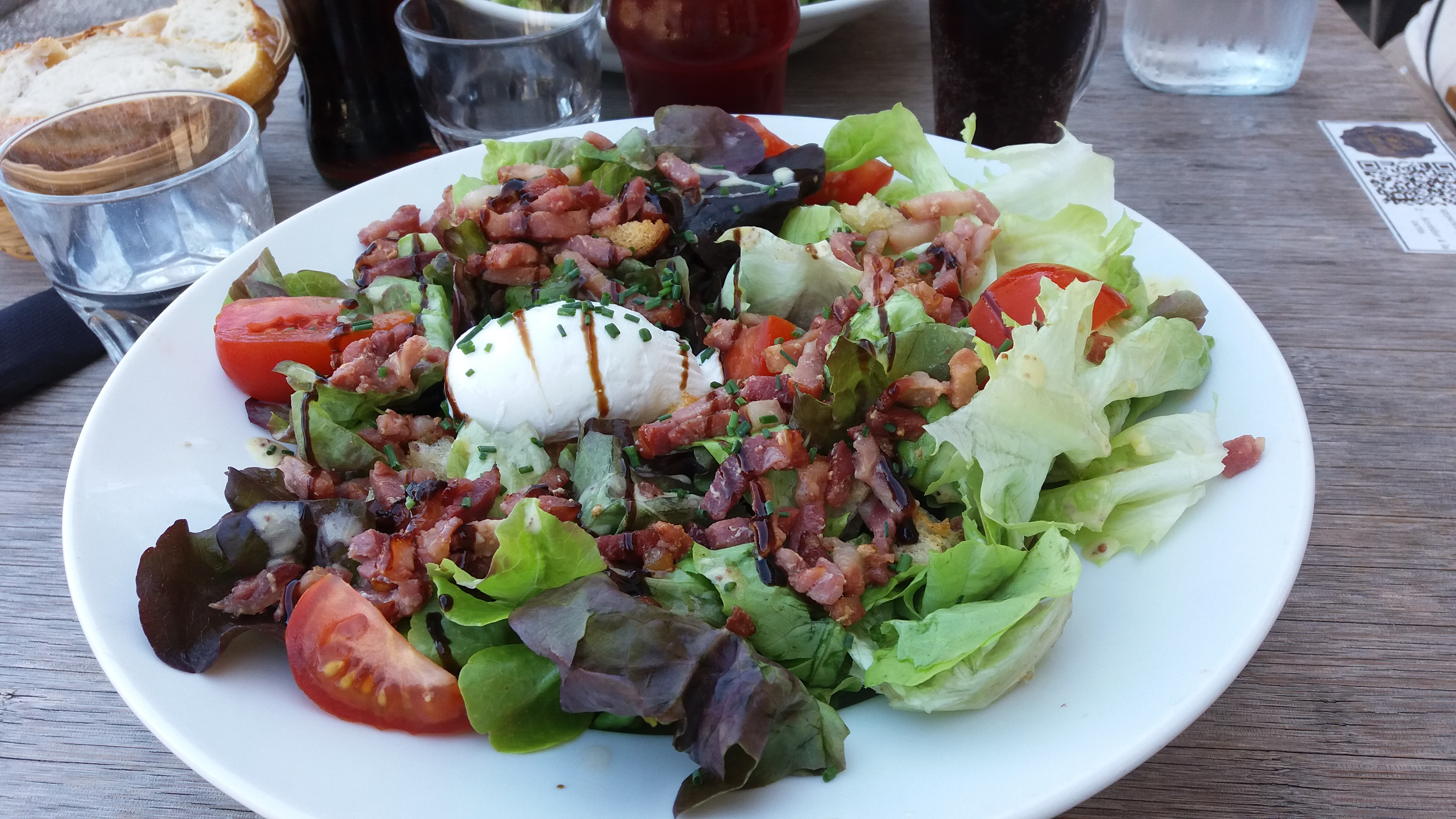
Salade lyonnaise
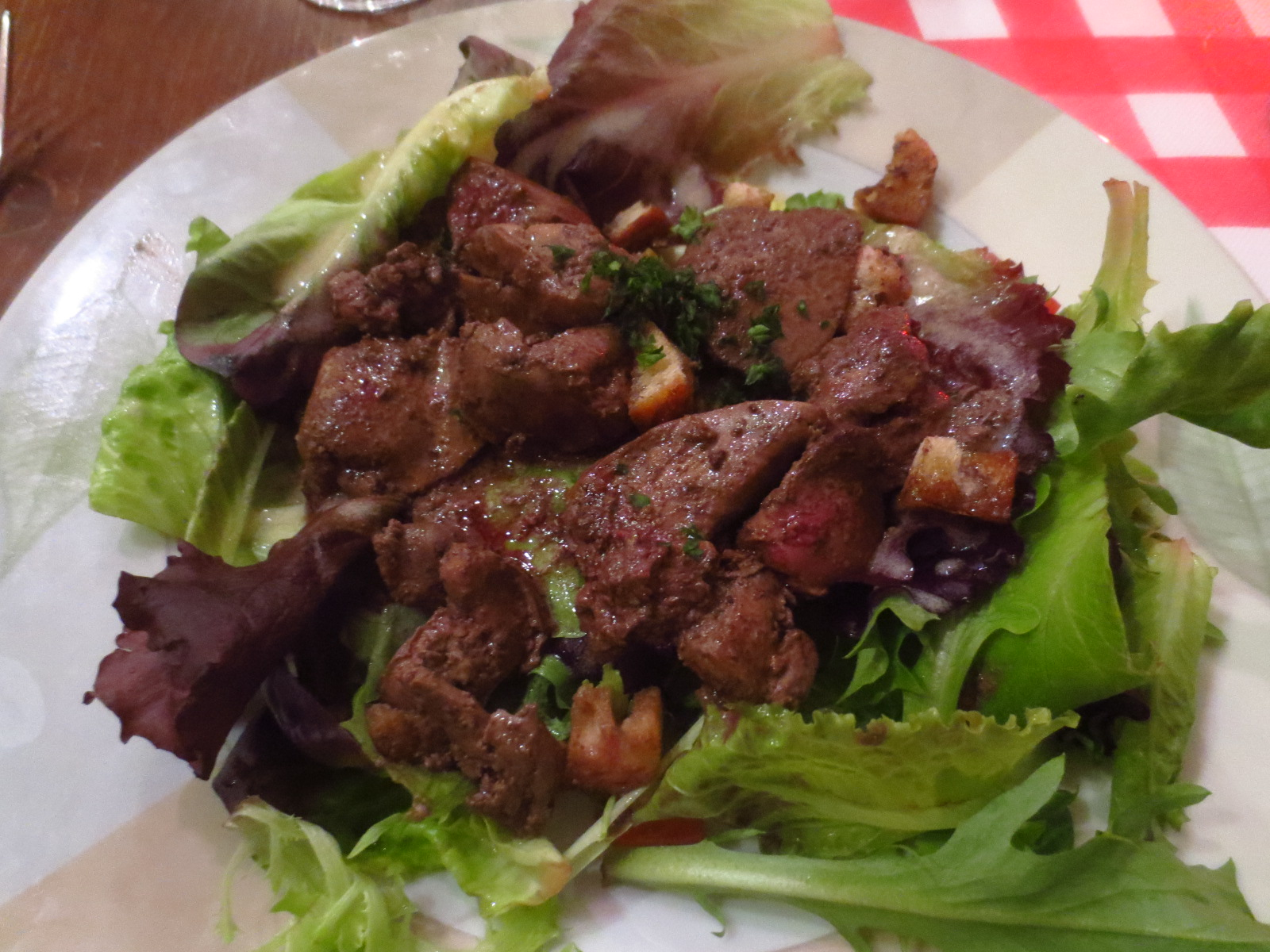
Variante de salade lyonnaise avec des foies de volaille à la place des lardons.
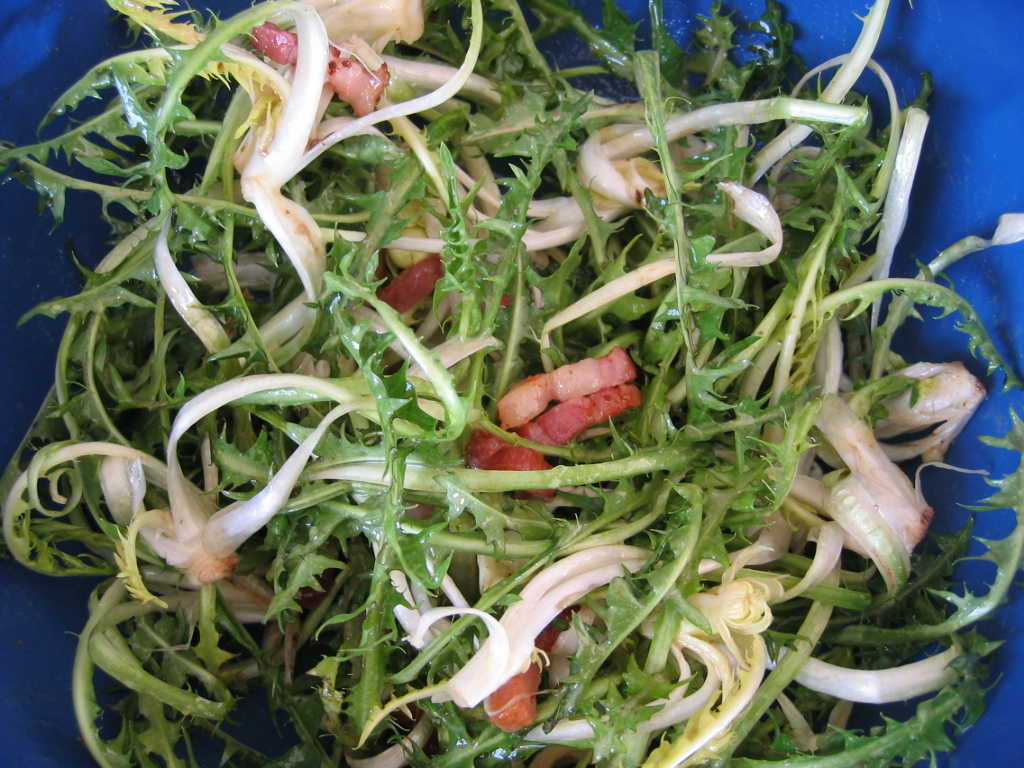
Salade de pissenlit (variante).